# Susan Sontag

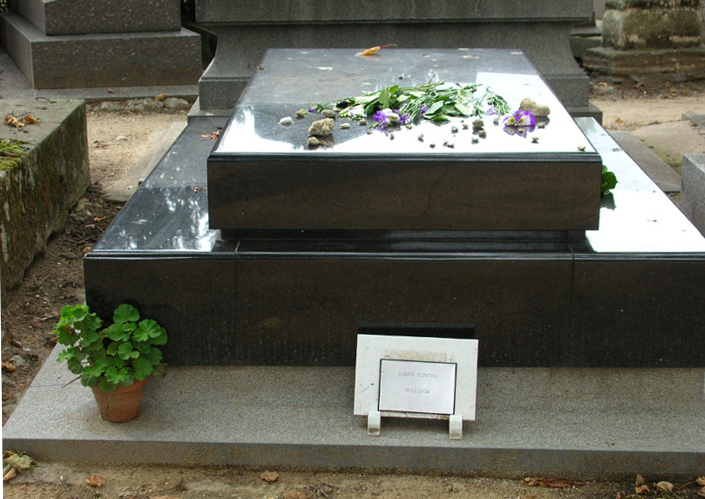
Susan Sontags grav.

Susan Sontag, ursprungligen Rosenblatt, född 16 januari 1933 i New York, död 28 december 2004 i New York, var en amerikansk författare, litteraturkritiker och debattör.

## Biografi
Susan Sontags far Jack Rosenblatt drev en pälshandel i Kina där han dog av tuberkulos när Susan var fem år gammal. Sju år senare gifte hennes mor Mildred Jacobsen om sig med Nathan Sontag. Såväl Susan som hennes syster Judith tog styvfaderns efternamn trots att han aldrig formellt adopterade dem. Sontag växte upp i Tucson och i Los Angeles där hon gick ut North Hollywood High School vid femton års ålder.
Sina akademiska studier påbörjade hon vid Berkeley men kom senare att flytta över till University of Chicago där hon läste litteraturvetenskap och filosofi och tog en fil. kand. Senare flyttade hon över till Harvard där hon fortsatte arbetet med en fil. mag. i filosofi och så småningom även påbörjade forskarstudier i samma ämne.
I Chicago träffade Susan Sontag Philip Rieff, som hon gifte sig med efter tio dagars bekantskap. Tillsammans fick de sonen David Rieff, som senare blev hennes förläggare.
Sontag fick University Women's Association stipendium för läsåret 1957–1958 vid St Anne's College, Oxford, där hon bevistade föreläsningar tillsammans med Iris Murdoch, J. L. Austin, Alfred Jules Ayer och Stuart Hampshire. Oxford lockade henne dock inte, och efter en tid vid Michaelmas flyttade hon över till Paris universitet. Det var under åren i Paris som Sontag började umgås med andra författare och konstnärer som till exempel Allan Bloom, Jean Wahl, Alfred Chester, Harriet Sohmers and Maria Irene Fornes. Sontag har själv sagt att tiden i Paris förmodligen var den mest betydelsefulla i hennes liv. Hennes kulturella gärning har präglats av den täta kontakten med den franska kulturen.
År 1989, när den iranske ledaren Ayatollah Khomeini utfärdade en fatwa (dödsdom) mot författaren Salman Rushdies påstått blasfemiska roman Satansverserna, var Sontag ordförande för den amerikanska avdelningen av internationella PEN-klubben och lyckades – bland annat genom att arrangera offentlig högläsning av boken – väcka ett starkt stöd för Rushdie bland författare i USA.
I samband med att Susan Sontag 1989 skulle bli fotograferad till ett bokomslag mötte hon Annie Leibovitz. De inledde ett förhållande som kom att vara fram till Sontags död. År 2001 fick de en dotter, Sarah Cameron.[källa behövs]
Sontag dog i cancer i New York den 28 december 2004 vid 71 års ålder, två veckor och fem dygn innan hon skulle fyllt 72, och hon begravdes på Montparnasse kyrkogård i Paris. 
Efter Susan Sontags död sammanställde Annie Leibovitz omkring 200 fotografier, en blandning av privata bilder och porträtt gjorda på uppdrag. Det blev en bok och en utställning som visades i USA på Brooklyn Museum 2006 och i Stockholm på Fotografiska museet 2010.

## Eftermäle
Nedslagskratern Sontag på planeten Merkurius är uppkallad efter henne.

## Verk
Sontags litterära karriär började och slutade med skönlitterära verk. Efter att ha undervisat i filosofi och teologi vid Sarah Lawrence College, City University of New York och Columbia University mellan 1960 och 1964 lämnade hon den akademiska världen och blev författare på heltid. Vid 30 års ålder publicerade hon en experimentell roman, The Benefactor, och fyra år senare utkom Death Kit. Trots att hennes produktion var relativt liten såg hon sig främst som romanförfattare. Det var först senare i livet som hon skrev en bestseller, The Volcano Lover som kom ut 1992. Vid 67 års ålder publicerade Sontag sin sista roman, In America.
Som essayist rönte Sontag redan tidigt mycket stora framgångar med bland annat ”On Photography”, en text som när den publicerades 1977 gav såväl mediastudenter som forskare helt nya perspektiv på kamerans betydelse i samtiden. Essän utforskar fotografiet som en samling av världen, huvudsakligen skapat av resande och turister, och hur detta påverkar vår uppfattning av det.
Genom att använda en kamera kan personer som drabbas av ångest för att de inte arbetar när de är på semester mota bort de negativa känslorna. De får, genom att ta bilder, något att sysselsätta sig med som vagt påminner om någon form av arbete.
År 1968 bjöds Sontag till Sverige där hon gavs möjligheten att göra film för Sandrew Film & Teater AB. Detta renderade i långfilmerna Duett för kannibaler från 1969 och Brother Carl från 1971. Både filmerna mottogs illa av både publik och recensenter och anklagades i pressen bland annat för att vara kvasiintellektuella och grumliga. Sontag kom att göra två till filmer utanför Sverige.

### Översättningar till svenska
- Välgöraren (The benefactor) (översättning Margareta Ullberg, Norstedt, 1968)
- Resa till Hanoi (Trip to Hanoi) (översättning Erik Sandin, PAN/Norstedt, 1968)
- Sista hjälpen (Death kit) (översättning Olov Jonason, Norstedt, 1969)
- Konst och antikonst (Against interpretation) (översättning Erik Sandin, PAN/Norstedt, 1969)
- Jag, etc (I, etcetera) (översättning Harriet Alfons, Bromberg, 1980)
- I Saturnus tecken (Under the sign of Saturn) (översättning Eva Liljegren, Bromberg, 1981)
- Sjukdom som metafor (Illness as metaphor) (översättning Britt Arenander, Bromberg, 1981)
- Om fotografi (On photography) (översättning Boo Cassel, Norstedt, 1981)
- AIDS och dess metaforer (AIDS and its metaphors) (översättning Berit Skogsberg, Bromberg, 1988)
- Vulkanälskaren (The volcano lover) (översättning Caj Lundgren, Natur och kultur, 1995)
- I Amerika (In America) (översättning Rose-Marie Nielsen, Natur och kultur, 2001)
- Att se andras lidande (Regarding the pain of others) (översättning Caj Lundgren, Bromberg, 2004)
- Där tonvikten ligger (Where the Stress Falls) (översättning Caj Lundgren, Brombergs bokförlag, 2005)

## Kontroverser
År 1967 väckte Susan Sontag uppmärksamhet efter att i den amerikanska tidskriften Partisan Review ha beskrivit "den vita rasen" som en "cancer":
"Mozart, Pascal, Boolesk algebra, Shakespeare, det parlamentariska styrelseskicket, barockkyrkor, Newton, kvinnornas frigörelse, Kant, Balanchines baletter, et al., ger ingen upprättelse för vad denna civilisation åsamkat världen. Den vita rasen är den mänskliga historiens cancer".
Enligt journalisten Christopher Hitchens tog Sontag senare tillbaka sitt uttalande genom att hävda att det var "ett hån mot cancerpatienter" att jämföra cancer med "den vita rasen".